# Ритник
Ритник (њем. Rüthnick) општина је у њемачкој савезној држави Бранденбург. Једно је од 23 општинска средишта округа Остпригниц-Рупин. Према процјени из 2010. у општини је живјело 485 становника. Посједује регионалну шифру (AGS) 12068372.

## Географски и демографски подаци
Ритник се налази у савезној држави Бранденбург у округу Остпригниц-Рупин. Општина се налази на надморској висини од 40 метара. Површина општине износи 17,7 km². У самом мјесту је, према процјени из 2010. године, живјело 485 становника. Просјечна густина становништва износи 27 становника/km².

## Међународна сарадња
| Мјесто | Држава    | Врста сарадње | Од    |
| ------ | --------- | ------------- | ----- |
| Арфлер | Француска | партнерство   | 1992. |
| Извор  |           |               |       |